# Cmentarz wojenny nr 324 – Wola Batorska
Cmentarz wojenny nr 324 – Wola Batorska – austriacki cmentarz wojenny z okresu I wojny światowej wybudowany przez Oddział Grobów Wojennych C. i K. Komendantury Wojskowej w Krakowie na terenie jego okręgu IX Bochnia.
Znajduje się w Woli Batorskiej w powiecie wielickim, w gminie Niepołomice województwa małopolskiego.
Niewielka nekropolia znajduje się w centrum miejscowości, około 500 metrów na południe od drogi wojewódzkiej nr 964, na łące obok bazy SKR.
Powstała na planie litery T. Ogrodzona jest betonowymi słupkami połączonymi łańcuchami. Jako element ogrodzenia, po północnej stronie, znajduje się pomnik w formie stojącego na wysokim betonowym postumencie, także betonowego, krzyża na którym zamontowano żeliwny austriacki krzyż z mieczy z datą 1914. Przed pomnikiem rząd dziesięciu metalowych, kutych krzyży na niewielkich postumentach. Na cmentarzu brak tabliczek imiennych i inskrypcji. Naprzeciwko pomnika posadzono czarną olszę. Pochowano na nim 13 żołnierzy austriackich poległych w okresie październik–listopad 1914 r.

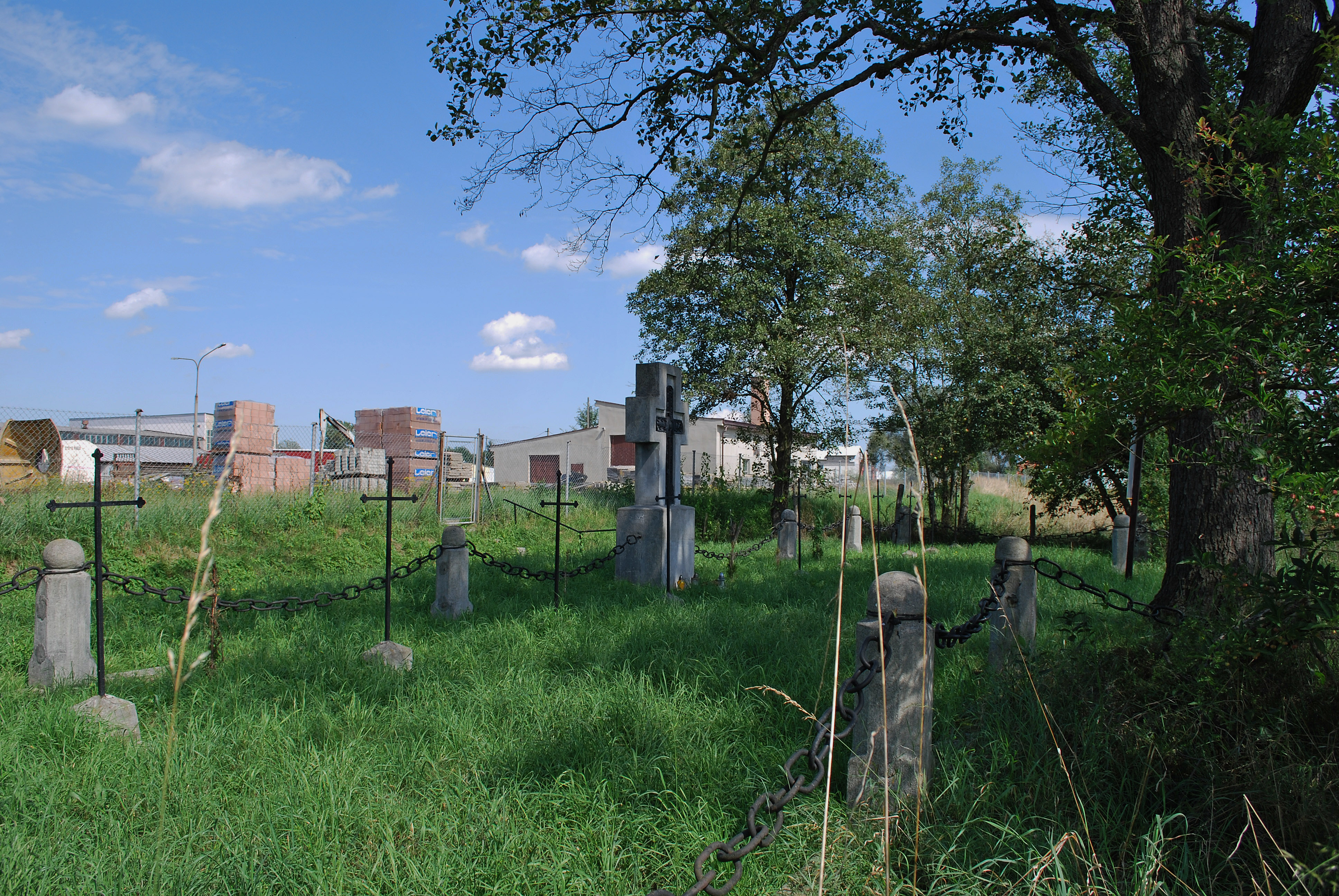
Pomnik

Projektował nekropolię Franz Stark.